# Либехеншель, Артур
Артур Либехеншель (нем. Arthur Liebehenschel; 25 ноября 1901, Позен, Германская империя — 24 января 1948, Краков, ПНР) — оберштурмбаннфюрер СС, комендант концлагеря Освенцим и концлагеря Майданек. На первом освенцимском процессе в Кракове в 1947 году был приговорён к смертной казни через повешение и казнён в следующем году.

## Биография
Артур Либехеншель родился 25 ноября 1901 года в Позене. 8 лет посещал народную школу и три года коммерческое училище, после чего работал в железнодорожном управлении в Позене. В январе 1919 года покинул Позен, чтобы избежать польского плена, и был принят в пограничную охрану. В сентябре 1919 года поступил на службу в рейхсвер, которую закончил в октябре 1931 года в звании оберфельдфебеля. В это же время окончил коммерческую школу по специальности «экономика и управление».
1 февраля 1932 года вступил в НСДАП (билет № 932766) и СС (№ 29254). С 4 августа 1934 года был адъютантом Вальтера Герлаха, коменданта концлагеря Колумбия-Хаус и позже концлагеря Лихтенбург. 5 июля 1937 года в качестве начальника отдела штаба командира отрядов «Мёртвая голова» Теодора Эйке был переведён в Берлин, где до мая 1940 года служил в политическом отделе инспекции концлагерей. В 1940 году стал начальником штаба. 30 января 1941 года был повышен до оберштурмбаннфюрера СС.
Либехеншель издал распоряжение, согласно которому эсэсовцы, участвовавшие в казнях и награжденные за это крестом «За военные заслуги», ни в коем случае не должны называть это словом «казнь», а называть «выполнением важных для военных действий задач».
С середины марта 1943 года Либехеншель был начальником управленческой группы D I (центральное управление) в главном административно-хозяйственном управлении СС (ВФХА) и заместителем инспектора концлагерей Рихарда Глюкса.
11 ноября 1943 года Либехеншель занял должность командира гарнизона и комендантом концлагеря Освенцим. Согласно показаниям заключенных, Либехеншель частично улучшил ужасные условия в главном лагере. Теперь предпочтение отдавалось политическим заключенным в качестве капо, а разветвленная система доносчиков осталась неиспользованной. Периодические селекции в бункер блока 11 с последующими расстрелами перед «Черной стенкой» были прекращены. Либехеншель приказал снести стоячие камеры, в которых не было места для сидения или лежания и в которых до этого времени заключенные подвергались наказанию. Он объявил общую амнистию для заключенных в бункере, а затем приказал убрать «черную стену». Кроме того, он отменил приказ о расстреле любого пойманного бежавшего заключённого.
В апреле 1944 года начальник главного административно-хозяйственного управления  СС  Освальд Поль приказал своему адъютанту Рихарду Беру отправиться в Освенцим с письмом, чтобы убедить Либехеншеля расстаться со своей партнершей Аннелизой Хюттеман. Либехеншель развелся со своей женой в начале декабря 1943 года и ушел из семьи из-за любовной связи. Хюттеман, с которой Либехеншель познакомился, работала секретаршей у Рихарда Глюкса и была переведена в отдел СД в Клагенфурте незадолго до развода Либехеншеля. После того как выяснилось, что в 1935 году в Дюссельдорфе она была взята под стражу на три недели из-за связи с евреем, ее уволили, она переехала на место работы Либехеншеля, и они оба подали заявление о браке в главное управление СС по вопросам расы и поселения. После неудачной беседы с Либехеншелем и Хюттеманн 21 апреля 1944 года Бер вернулся в Берлин. В последующие месяцы Хюттеман обменивалась корреспонденцией с Полем, Бером, личным штабом рейхсфюрера СС и самим Генрихом Гиммлером. Поскольку Хюттеман ждала ребенка, Генрих Гиммлер удовлетворил просьбу Либехеншеля о браке. Либехеншель лишился своего поста в Освенциме 8 мая 1944 года и был переведен в качестве коменданта лагеря в уже эвакуированный концлагерь Майданек 19 мая 1944 года. В Освенциме его сменил Бер.
После расформирования Майданека Либехеншель был переведён в ведомство высшего руководителя СС и полиции в оперативной зоне Адриатического побережья Одило Глобочника. В конце войны был арестован в Австрии.
После безоговорочной капитуляции вермахта был помещен в лагерь для интернированных и заслушан в качестве свидетеля на Нюрнбергском процессе, после чего американская оккупационная администрация экстрадировала Либехеншеля в Польшу. 22 декабря 1947 года  верховным национальным трибуналом в Кракове по окончании судебного процесса был приговорён к смертной казни через повешение. 24 января 1948 года приговор был приведён в исполнение в краковской тюрьме Монтелюпих.